# Serge Clair
Serge Clair, né à Corail à Rodrigues le 1er avril 1940, est un prêtre catholique et homme politique mauricien de Rodrigues, favorable à l'autonomie.

## Biographie
Il est né à Corail à Rodrigues dans une famille créole modeste. Il passe son enfance sur l'île puis s'installe à Maurice à l'âge de sept ans. Il part pour la France en 1960 continuer ses études et retourne à Maurice en 1966. Assez provocateur et révolutionnaire, il anime des émissions de radio. En 1976, il fonde l'Organisation du peuple rodriguais (OPR) dont le cheval de bataille est l'autonomie par opposition au Mouvement rodriguais (MR) plus favorable au fédéralisme.
Clair est élu député à l'Assemblée nationale aux élections législatives de 1982. Il est plusieurs fois réélu avant d'abandonner son siège en 2002. Battu lors des premières élections régionales du 29 septembre 2002 dans la région de La Ferme, alors que l'île est devenue autonome, Serge Clair est nommé chef commissaire de Rodrigues, le 4 février 2003. Il démissionne le 4 août 2006. 
L'OPR remporte les élections régionales de février 2012 et Serge Clair redevient chef commissaire de l'île. Il est reconduit à la suite des élections de février 2017 et conserve son poste jusqu'en mars 2022 quand l'opposition à l'OPR devance celle-ci aux élections et parvient à former le nouveau gouvernement autonome.